# Catarina Ribeiro
Catarina Ribeiro (31 de mayo de 1990) es una deportista de Portugal que compite en atletismo. Ganó una medalla de plata en el Campeonato Europeo de Atletismo Sub-23 de 2011, en la prueba de 10 000 m.